# Rusty Anderson
Rusty Anderson (ur. 20 stycznia 1959 w La Habra w Kalifornii) – amerykański gitarzysta. Pracował również jako: kompozytor, producent muzyczny.

## Kariera
W wieku 8 lat Rusty dostał od ojca pierwszą gitarę elektryczną. Jego namawiała go na lekcje muzyczne, ale zrezygnował po kilku spotkaniach. W wieku 13 lat stworzył zespół rockowy Eulogy.
Po rozpadzie Eulogy założył The Living Daylights, który grał rocka progresywnego i psychodelicznego. Chociaż grupa nie podpisała kontraktu płytowego to jej demo zwróciło uwagę producenta Davida Kahne. Dzięki temu Kahne zaoferował Andersonowi pracę przy albumie Different Light z 1986 roku zespołu The Bangles. W tym okresie Rusty pracował jako nauczyciel gitary w obecnie nieistniejącej Whittier Music Company.
W 1993 roku Rusty Anderson został zaproszony przez kompozytorów Anne Preven i Scotta Cutlera do nowo stworzonego zespołu Ednaswarp (oprócz nich także: Paul Bushnel i Carla Azar). Wydali trzy albumy i jeden mini-album, a z singli m.in. piosenkę "Torn", która stała się sławna w 1997 roku dzięki Natalie Imbruglii. Zespół uległ rozwiązaniu w 1999 roku. W tym roku Anderson uczestniczył w nagrywaniu piosenki "Livin’ la Vida Loca" śpiewanej przez Ricky’ego Martina.
W 2001 roku Rusty otrzymał telefon od producenta Davida Kahne, żeby zagrać i zaśpiewać na albumie Driving Rain Paula McCartneya. Anderson został gitarzystą w trasie koncertowej Paula McCartneya (zostało to uwiecznione na płytach Back in the U.S. oraz Back in the World). W 2005 roku Rusty brał udział w tworzeniu albumu Chaos and Creation in the Backyard McCartneya i ponownie brał udział w koncertach eks-Beatlesa.
Rusty Anderson w 2005 roku wypuścił swój pierwszy solowy album Undressing Underwater, którego został producentem (razem z Davidem Kahnem, Mudrockiem i Parthenonem Huxleyem). W pracy nad albumem wzięli udział m.in. Paul McCartney, Brian Ray, Paul Wickens, Abe Laboriel Junior.
W 2006 roku Anderson brał udział w nagrywaniu płyty Bat Out Of Hell III: The Monster Is Loose Meat Loafa.